# Pustopolje
Pustopolje (en serbe cyrillique : Пустопоље) est un village de Bosnie-Herzégovine. Il est situé sur le territoire de la ville d'Istočno Sarajevo, dans la municipalité de Pale et dans la république serbe de Bosnie. Selon les premiers résultats du recensement bosnien de 2013, il compte 810 habitants.

## Géographie
Le village est situé à la confluence des rivières Mokranjska Miljacka et Jasenova.

## Histoire

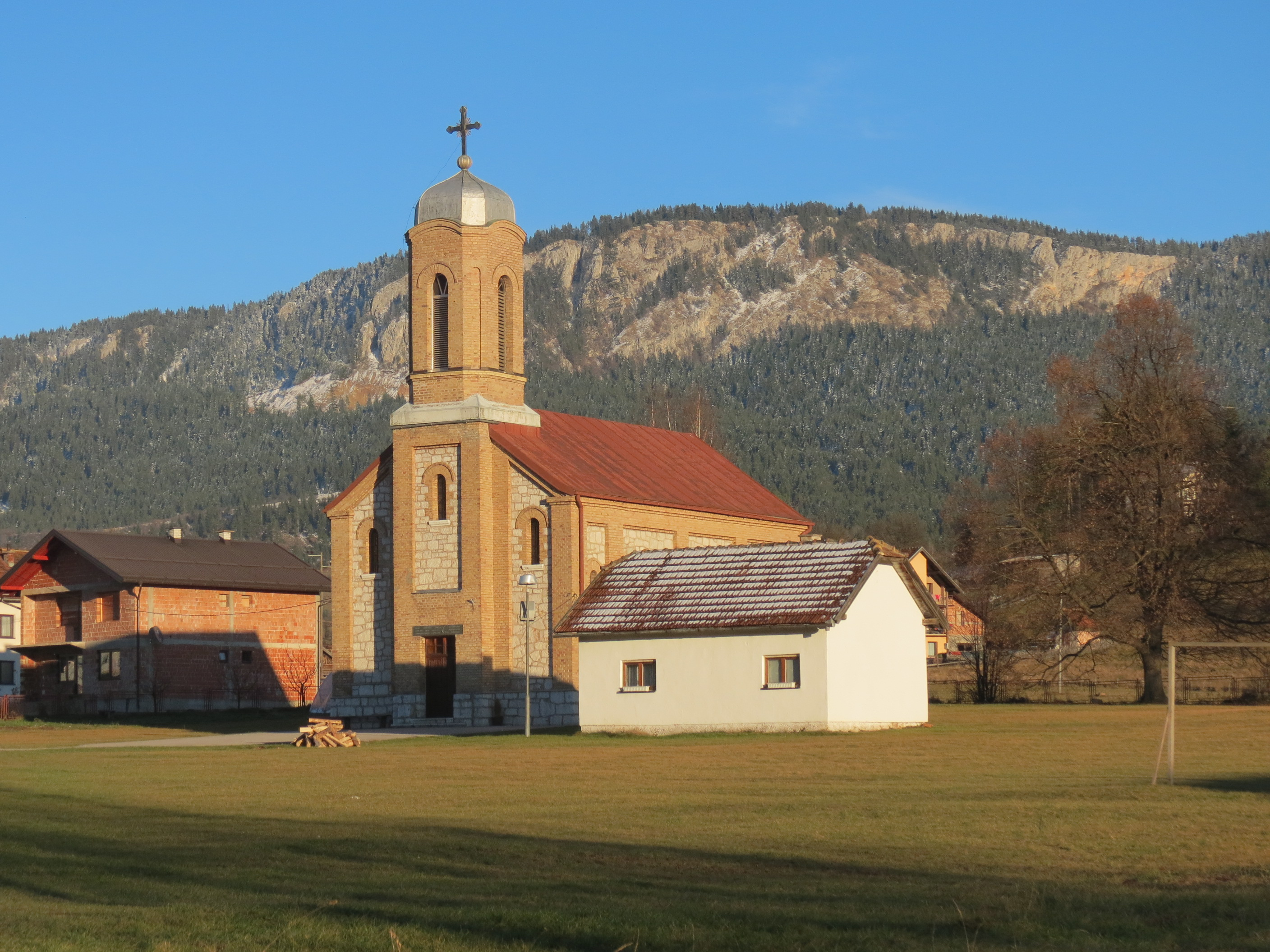
L'église orthodoxe de Pustopolje.

## Démographie

### Évolution historique de la population dans la localité
| 1948 | 1953 | 1961 | 1971 | 1981 | 1991 | 2013 |
| ---- | ---- | ---- | ---- | ---- | ---- | ---- |
| -    | -    | 103  | 116  | 228  | 266  | 810  |

|  |